# Incontri molto ravvicinati... del quarto tipo
Incontri molto... ravvicinati del quarto tipo è un film erotico del 1978 diretto con lo pseudonimo Roy Garrett ma in realtà diretto da Mario Gariazzo e Gianfranco Baldanello. (conosciuto semplicemente anche come Incontri ravvicinati del quarto tipo).

## Trama
La seducente astrofisica Emanuelle è convinta che sulla Terra esistano forme di vita aliena.
Insieme alla domestica ha un incontro "ravvicinato" con tre "umanoidi", che alla fine si riveleranno essere solo studenti burloni in cerca d'avventure piccanti.

## Produzione
Iniziato da Mario Gariazzo che dovette lasciarlo dopo pochi giorni di riprese a causa di un incidente creato, involontariamente, da Mario Maranzana (gli sparò a una spalla con un fucile caricato a pallini) perciò continuato e completato da Baldanello che decise per spingere sulla componente erotica (di fatto è un softcore molto spinto).
Intervistate nel 1999 per il saggio 99 donne della Nocturno Edizioni, sia la Daunia che la Zanchi non vollero rilasciare dichiarazioni sul film (Monika Zanchi: 'ma davvero gira ancora sto film?').